# Isiah Pacheco
Pour les articles homonymes, voir Pacheco.
(en) Statistiques sur pro-football-reference
Isiah Pacheco, né le 2 mars 1999 à Vineland dans le New Jersey, est un joueur professionnel américain de football américain évoluant au poste de running back dans la National Football League (NFL).
Au niveau universitaire, il a joué pour les Scarlet Knights de Rutgers dans la NCAA Division I FBS pendant 4 saisons avant d'être sélectionné lors de la draft 2022 de la NFL par la franchise des Chiefs de Kansas City.
Avec les Chiefs, il remporte les Super Bowls LVII et LVIII au terme des saisons 2022 et 2023.

## Biographie

### Carrière universitaire
Pacheco joue au football américain universitaire pour les Scarlet Knights représentant l'université Rutgers au sein de la Big Ten Conference dans la NCAA Division I FBS, entre 2018 et 2021.
Il connaît un temps de jeu constant au cours de chacune de ces quatre saisons, effectuant un total de 563 courses pour un gain total de 2 442 yards (moyenne de 4,3 yards par course) tout en inscrivant 18 touchdowns. Il réussit également un total de 47 réceptions pour un gain supplémentaire de 249 yards et un touchdown.

### Carrière professionnelle
Pacheco est sélectionné en 251e choix global lors du 7e tour de la draft 2022 de la NFL par la franchise des Chiefs de Kansas City.

#### 2022
Pacheco participe au premier match de la saison et il inscrit un touchdown à la suite d'une course de 3 yards. Bien que Clyde Edwards-Helaire ait été désigné titulaire au poste de running back, Pacheco est le plus utilisé en attaque lors de ce match puisqu'il totalise 12 courses pour 7 à Edwards-Helaire. Il est toutefois désigné titulaire dès la 7e semaine, se faisant remarquer car il propose une alternative à la passe pour le quarterback Patrick Mahomes,. En 11e semaine, Pacheco gagne pour la première fois plus de 100 yards à la course, totalisant 107 yards en 15 courses.
Pacheco termine la saison régulière avec un gain total de 830 yards à la course et 130 en réceptions tout en inscrivant cinq touchdowns à la course. Il compte également 597 yards gagnés en 29 retours de kickoff.
Bien que rookie, Pacheco est titularisé au poste de running back pour le Super Bowl LVII au cours duquel il gagne 76 yards et inscrit un touchdown. Les Chiefs remportent le Super Bowl en battant 38 à 35 les Eagles de Philadelphie mais pendant le match, Pacheco se blesse et doit être opéré par la suite afin de réparer un labrum déchiré et une main cassée.

#### 2023
Lors de la victoire contre les Jets en 4e semaine, Pacheco gagne 158 yards et inscrit un touchdown à la course. En 12e semaine lors de la victoire contre les Raiders, il inscrit deux touchdowns à la course et en 17e semaine lors de la victoire contre les Bengals, il gagne 130 yards et inscrit un touchdown à la course. Les des 14 matchs disputés en saison régulière (dont 13 en tant que titulaire), il totalise 205 courses pour un gain cumulé de 935 yards et sept touchdowns ainsi que 244 yards et deux touchdowns supplémentaires lors de 44 réceptions
Il inscrit ensuite un touchdown à la course lors des trois premiers matchs de la série éliminatoire. Sa deuxième saison se termine par une nouvelle victoire au Super Bowl, les Chiefs battant 25 à 22 les 49ers de San Francisco lors du Super Bowl LVIII, Pacheco y gagnant 59 yards à la course et 33 yards supplémentaires en réceptions. Pacheco devient le premier running back de l'histoire de la NFL à remporter deux Super Bowls lors des deux premières saisons professionnelles

## Statistiques

### NFL Scouting Combine
| Taille                | Poids          | Bras            | Main           | Sprint   | Sprint   | Sprint   | Shuttle 20 yards | 3 cones drill | Détente       | Détente          | Développé couché | Test Wonderlic |
| Taille                | Poids          | Bras            | Main           | 40 yards | 10 yards | 20 yards | Shuttle 20 yards | 3 cones drill | verticale     | horizontale      | Développé couché | Test Wonderlic |
| 1,79 m (5 ft 10 ⅜ in) | 98 kg (216 lb) | 77 cm (30 ½ in) | 23 cm (9 ¼ in) | 4,37 s   | 1,49 s   | 2,53 s   | 4,27 s           | 7,09 s        | 84 cm (33 in) | 3 m (9 ft 10 in) | 27 reps          | -              |

### Universitaires
| Année       | Équipe                     | Statut      | MJ |     | Courses | Courses | Courses | Courses |       | Passes réceptionnées | Passes réceptionnées | Passes réceptionnées | Passes réceptionnées |
| Année       | Équipe                     | Statut      | MJ | Nb. | Yards   | Moy.    | TD      | Nb.     | Yards | Moy.                 | TD                   |                      |                      |
| 2018        | Scarlet Knights de Rutgers | Fr.         | 11 | 111 | 151     | 5,0     | 3       | 02      | 011   | 5,5                  | 0                    |                      |                      |
| 2019        | Scarlet Knights de Rutgers | So.         | 11 | 169 | 729     | 4,3     | 7       | 13      | 083   | 6,4                  | 0                    |                      |                      |
| 2020        | Scarlet Knights de Rutgers | Jr.         | 09 | 116 | 515     | 4,4     | 3       | 19      | 130   | 6,8                  | 1                    |                      |                      |
| 2011        | Scarlet Knights de Rutgers | Sr.         | 12 | 167 | 647     | 3,9     | 5       | 13      | 025   | 1,9                  | 0                    |                      |                      |
| Totaux NCAA | Totaux NCAA                | Totaux NCAA | 43 | 563 | 2 442   | 4,3     | 18      | 47      | 249   | 5,3                  | 1                    |                      |                      |

### Professionnelles
| Légende | Légende                                 |
| ------- | --------------------------------------- |
|         | Mène la Ligue (parmi les tight ends)    |
|         | Record de la NFL (parmi les tight ends) |
|         | Record de la NFL (tous les joueurs)     |
|         | Gagnant du Super Bowl                   |
| Gras    | Record de carrière                      |

| Année      | Équipe                | MJ |                | Courses        | Courses        | Courses        | Courses        |                | Passes réceptionnées | Passes réceptionnées | Passes réceptionnées | Passes réceptionnées |  | Fumbles | Fumbles |
| Année      | Équipe                | MJ | Nb.            | Yards          | Moy.           | TD             | Nb.            | Yards          | Moy.                 | TD                   | Nb.                  | Perdus               |  |         |         |
| 2022       | Chiefs de Kansas City | 17 | 170            | 0 830          | 4,9            | 05             | 13             | 130            | 10,0                 | 0                    | 4                    | 2                    |  |         |         |
| 2023       | Chiefs de Kansas City | 14 | 205            | 0 935          | 4,6            | 07             | 44             | 244            | 05,5                 | 2                    | 1                    | 1                    |  |         |         |
| 2024       | Chiefs de Kansas City | ?  | Saison à venir | Saison à venir | Saison à venir | Saison à venir | Saison à venir | Saison à venir | Saison à venir       | Saison à venir       | ?                    | ?                    |  |         |         |
| Totaux NFL | Totaux NFL            | 31 | 375            | 1 765          | 4,7            | 12             | 57             | 374            | 06,6                 | 2                    | 5                    | 3                    |  |         |         |

| Année      | Équipe                | MJ |     | Courses | Courses | Courses | Courses |       | Passes réceptionnées | Passes réceptionnées | Passes réceptionnées | Passes réceptionnées |  | Fumbles | Fumbles |
| Année      | Équipe                | MJ | Nb. | Yards   | Moy.    | TD      | Nb.     | Yards | Moy.                 | TD                   | Nb.                  | Perdus               |  |         |         |
| 2022       | Chiefs de Kansas City | 3  | 037 | 197     | 5,3     | 1       | 06      | 065   | 10,8                 | 0                    | 0                    | 0                    |  |         |         |
| 2023       | Chiefs de Kansas City | 4  | 081 | 313     | 3,9     | 3       | 12      | 060   | 05,0                 | 0                    | 2                    | 1                    |  |         |         |
| Totaux NFL | Totaux NFL            | 7  | 118 | 510     | 4,3     | 4       | 18      | 125   | 06,9                 | 0                    | 2                    | 1                    |  |         |         |

## Palmarès
- Vainqueur du Super Bowl LVII, saison 2022.
- Vainqueur du Super Bowl LVIII, saison 2023.

## Vie privée
Pacheco a connu deux tragédies lorsqu'il était adolescent puisque son frère Travoise Cannon a été tué en janvier 2016 et sa sœur Celeste Cannon a été assassinée en septembre 2017. Il possède des tatouages de sa sœur et de son frère sur son bras droit, ainsi que d'autres tatouages représentant des parties essentielles de ses racines, dont un représentant le New Jersey, le lycée Vineland et l'université Rutgers.

## Identité visuelle

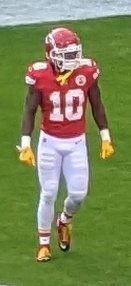
Lors d'un avant match en 2023.
À la Maison Blanche en 2023.